# Kristján Eldjárn
Kristján Eldjárn (Svarfaðardalur, 1916. december 6. – Cleveland, 1982. szeptember 14.) izlandi tanár, kurátor és politikus, 1968-tól 1980-ig az ország harmadik köztársasági elnöke.

## Élete

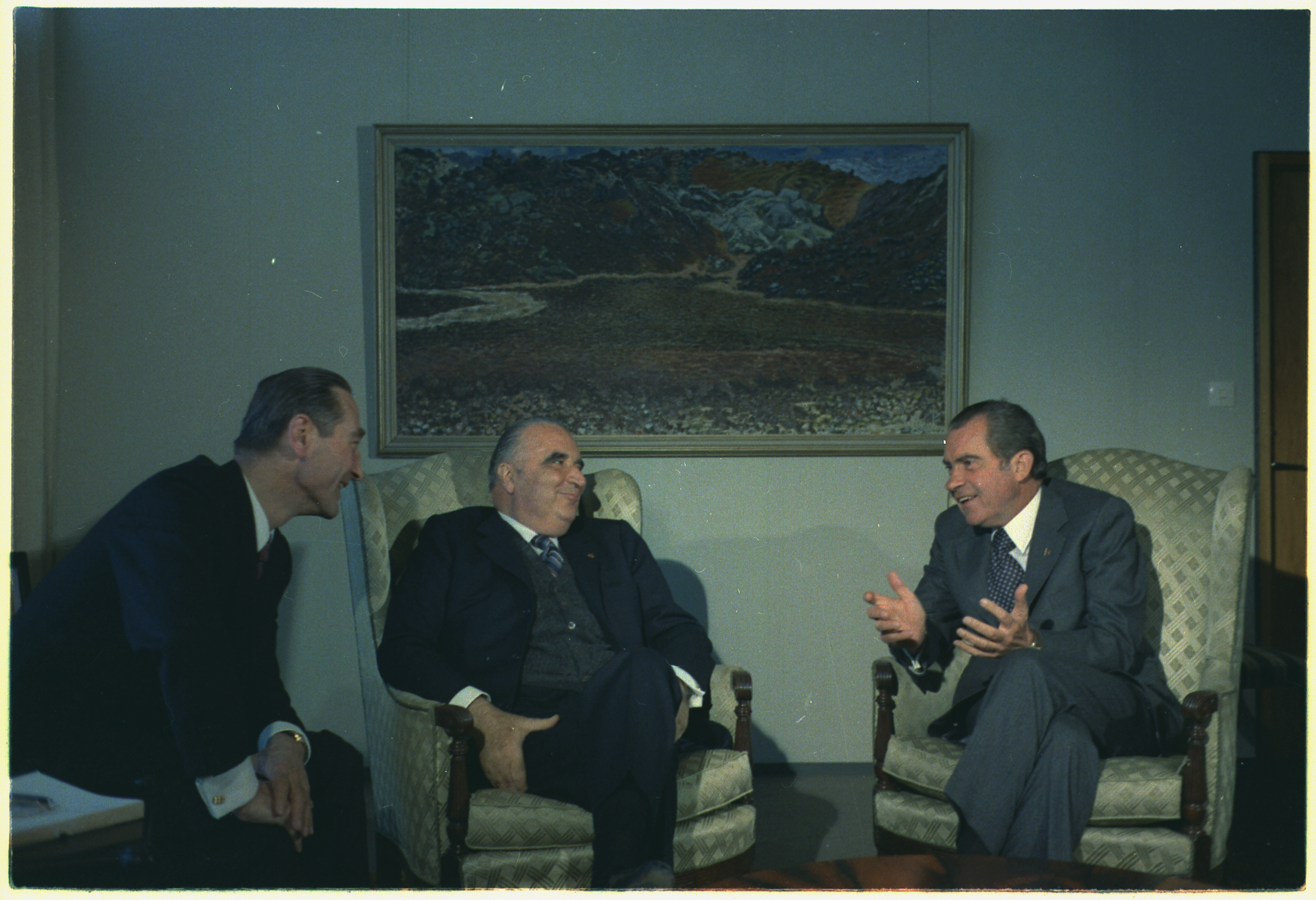
Richard Nixon amerikai és Georges Pompidou francia elnök társaságában

1916. december 6-án született Þórarinn Kr. Eldjárn és Sigrún Sigurhjartardóttir fiaként.
A Koppenhágai Egyetemen szerzett diplomát régészetből, majd az Izlandi Egyetemen tanított. Az izlandi pogány temetkezésekről írta doktori disszertációt, 1957-ben avatták doktorrá.
1945-ben az Izlandi Nemzeti Múzeum kurátorává, két évvel később pedig igazgatójává nevezték ki. Ezt a tisztséget elnökké választásáig megtartotta.
1966 és 1968 között több oktatási tárgyú műsor házigazdája volt, majd az Izlandi Nemzeti Televízióban többször mutatott be történelmi műkincseket. Itt tett szert széles körű ismertségre, mely hozzásegítette karrierje csúcsához, amikor 1968-ban függetlenként elindulva megnyerte az elnökválasztást. Ugyan a közvélemény-kutatások ellenfelét, Gunnar Thoroddsen nagykövetet várták befutónak 70%-os eredménnyel, végül Kristján győzött 65,6%-kal 92,2%-os részvételi arány mellett.
1972-ben és 1976-ban is újraválasztották. 1980-ban már nem indult el a választásokon. Úgy döntött, hogy hátralévő éveiben kizárólag tudományos kutatásoknak szenteli életét.
1982. szeptember 14-én, szívműtétje után hunyt el az Egyesült Államokbeli Clevelandben.
Az Izlandi Régészeti Lap szerkesztője volt, több könyvet is írt a régészettel kapcsolatban.
Fia, Þórarinn Eldjárn híres novellista, költő és alkalmi regényíró.
Lánya, Sigrún Eldjárn szintén író, több gyermekkönyvet is illusztrált.